# بوغياني ألبي
بوغياني ألبي (الاسم العلمي: Pleospora alpina) هي نوع من الفطريات يتبع جنس البوغياني من الفصيلة البوغيانية.